# Orthodoxe Johanneskapelle (Kevelaer)

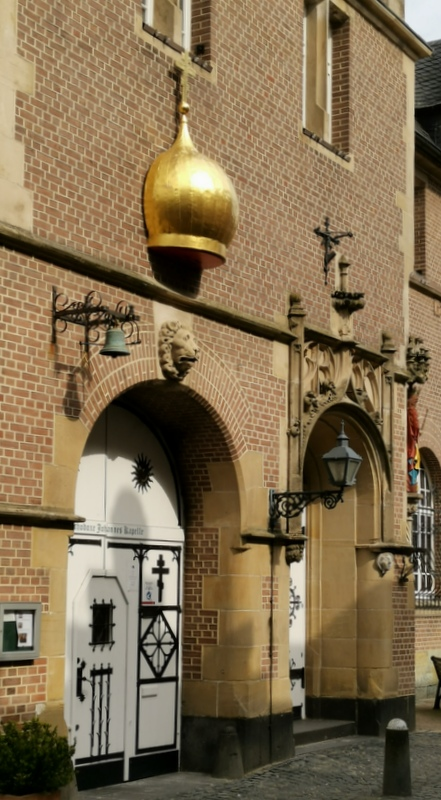
Orthodoxe Johanneskapelle Kevelaer, Eingang Amsterdamer Straße

Die Johanneskapelle ist ein orthodoxes Gotteshaus im Marienwallfahrtsort Kevelaer.

## Entstehungsgeschichte
Den Anstoß für die Errichtung der Johanneskapelle gab die Überreichung einer Votivgabe
an den damaligen Rektor der Wallfahrt, Prälat Richard Schulte Staade, durch einen orthodoxen Griechen. Schulte Staade wurde dadurch auf die vielen orthodoxen Pilger aufmerksam und wollte ihnen eine eigene Kapelle in Kevelaer zur Verfügung stellen. Der Bischof von Münster machte für die Genehmigung eines solchen Gotteshauses zur Bedingung, dass sich Bischöfe von wenigstens drei autokephalen orthodoxen Kirchen schriftlich bereiterklärten, die Kapelle für liturgische Feiern zu nutzen.
Mit Hilfe der in Kevelaer lebenden Byzantinistin Stefka Michel, einer gebürtigen Bulgarin, die Mitglied in der Kommission der Orthodoxen Kirche in Deutschland war, konnte Schulte Staade nach kurzer Zeit die Bereitschaft dazu von Vertretern der russisch-orthodoxen, der serbisch-orthodoxen, der bulgarisch-orthodoxen Kirche und der orthodoxen Kirche von Antiochien erbringen.

Mosaiken in der Apsis und Ikonostase

## Kirchenbau
Die Planung der Kapelle übernahm der Kevelaerer Architekt  Franz Tiemann. Er wurde durch Stefka Michel unterstützt, die ihn in den Aufbau und die kanonischen Vorschriften für ein orthodoxes Gotteshaus einführte und ihm orthodoxe Kirchen im Rheinland zeigte.
Für den Bau der Kapelle wurde ein vorhandener neugotischer Bau mit Kreuzrippengewölbe übernommen, der 1882 als Durchgang zum Hof des Priesterhauses gebaut worden war. Dieser wurde erweitert durch einen überkuppelten Zentralbau, eine Apsis und ein Seitenschiff.
Am 31. Oktober 1992 wurde die Kapelle ihrer Bestimmung übergeben. Ihre Bedeutung für die Ökumene wurde deutlich durch die Teilnehmer des Festakts: Bischof Saliby, Patriarchalvikar von Westeuropa der griechisch-orthodoxen Kirche von Antiochien, Erzbischof Longinvon Klin von der russisch-orthodoxen Kirche, Konstantin, Bischof für Westeuropa der serbisch-orthodoxen Kirche, Simeon, Metropolit von West- und Mitteleuropa der bulgarisch-orthodoxen Kirche, und Priester Shehata von der koptisch-orthodoxen Kirche. Von der katholischen Kirche der ehemalige Außenminister des Vatikans, Agostino Kardinal Casaroli, der irische Bischof Hegarty von Derry, der Dompropst von Münster  Heinrich Mussinghoff und der Rektor der Wallfahrt, Prälat Richard Schulte Staade. Die Feier wurde musikalisch  durch den Joan-Kukuzel-Chor aus Kevelaer begleitet, der von Stefka Michel für die Gestaltung der Gottesdienste in der Kapelle gegründet worden war.

Altarraum (links) der Orthodoxen Johanneskapelle in Kevelaer.

## Ausstattung
Die Ausstattung der Kapelle wuchs zu bedeutender Schönheit. Die beteiligten orthodoxen Kirchen stifteten der Kapelle wertvolle Ikonen. Auch durch Schenkungen konnten an den Wänden immer mehr kostbare Ikonen angebracht werden.
im Jahr 1995 schuf der russische Künstler Wladimir Naumez in der Apsis ein monumentales Mosaik mit der goldgründigen Darstellung der Muttergottes Platytera (Muttergottes vom Zeichen). 1996 ergänzte er es auf der linken Seite durch ein Geburt-Christi-Mosaik, 1997 auf der rechten Seite durch ein Mosaik mit der Darstellung der Taufe Christi. Die Mosaiken wurden 1998 abgerundet durch ein von zwei Engeln gehaltenes Tuch mit dem Antlitz Christi, und vier Medaillons mit der Darstellung von Kaiser Konstantin und der Kaiserin Helena sowie der Slawenapostel Kyrill und Method. Eine Fresco-Arbeit „Kommunion der Apostel“ unterhalb der Mosaiken schloss 1999 die Ausschmückung der Apsis ab. Auch diese Arbeit wurde durch Naumez ausgeführt.
2001 wurde die bis dahin provisorische Ikonostase mit reproduzierten Ikonen durch eine Ikonostase mit 32 Ikonen ersetzt, die der bulgarische Ikonenmaler Stefko Aenski gemalt hatte. Von ihm stammt auch die monumentale Wandmalerei, die das Hinabsteigen Christi in die Unterwelt und seine Auferstehung zeigt.

## Bedeutung
Die Johanneskapelle ist ein ungewöhnlich kostbar ausgestattetes Gotteshaus und Zeichen der gelebten Ökumene. Von der katholischen Kirche wurde eine Kirche für orthodoxe Christen errichtet. Zudem ist es eine Besonderheit, dass die verschiedenen autokephalen orthodoxen Kirchen im selben Raum Gottesdienste feiern und Sakramente spenden.